# نادرș دومیترسکو
نادرș دومیترسکو (انگلیسی: Rareș Dumitrescu؛ زادهٔ ۲۴ دسامبر ۱۹۸۳) شمشیرباز اهل رومانی است.